# Kanton Armentières
Kanton Armentières (francouzsky Canton d'Armentières) je francouzský kanton v departementu Nord v regionu Hauts-de-France. Tvoří ho 11 obcí. Před reformou kantonů 2014 ho tvořilo osm obcí.

## Obce kantonu
od roku 2015:
- Armentières
- Bois-Grenier
- Capinghem
- La Chapelle-d'Armentières
- Deûlémont
- Erquinghem-Lys
- Frelinghien
- Houplines
- Pérenchies
- Prémesques
- Warneton

před rokem 2015:
- Armentières
- Bois-Grenier
- Capinghem
- La Chapelle-d'Armentières
- Erquinghem-Lys
- Frelinghien
- Houplines
- Prémesques